# 王雪莹
王雪莹（1901年—1985年），浙江温岭人，药物化学家。

## 生平
王雪莹早年曾就读于浙江省立女子师范学校、浙江省立医学门学校。1935年赴德国维尔茨堡大学留学，1938年获药学博士学位。1940年回国，此后历任杭州民生制药厂上海分厂厂长、上海中华酸碱厂厂长、国立英士大学教授等职。后来还曾担任过宋庆龄的秘书。
中华人民共和国成立后，她先后在华东工业部化工处、重工业部化工局、化工部科技情报研究所任职，担任过工程师、主任工程师、高级工程师、技术顾问等。她曾提出通过在化肥生产过程中添加微量元素以提高肥效。晚年主要从事环境地学、微量元素与人体健康间关系的研究工作。1985年加入中国共产党。她还曾任第二、三届全国政协委员，第四至六届全国政协常委。1985年逝世。